# Pulmonell arteriell hypertension
Pulmonell arteriell hypertension (PAH) är en allvarlig sjukdom som innebär att lungornas blodkärl blir för trånga. Följden blir att blodtrycket i lungorna blir onormalt högt, eftersom samma volym blod försöker pressa sig fram genom allt trängre kärl. Hjärtat måste då arbeta allt hårdare och tar skada på sikt. Sjukdomen kan inte botas, men det finns behandling som kan bromsa utvecklingen, förbättra livskvaliteten och förlänga livet.

## Vilka drabbas?
Högt blodtryck i lungorna, PAH, är relativt sällsynt. I Sverige beräknas mellan 500 och 1000 personer leva med sjukdomen, men ingen vet säkert hur många de är. Fler kvinnor än män drabbas. De som insjuknar är ofta mellan 20 och 40 år.

## Typiska kännetecken
- Andfåddhet
- Trötthet, man känner sig "ur form"
- Försämrad kondition

Sjukdomen är så pass okänd att ibland varken patienten eller läkaren känner till den. Symtomen kan påminna om vanligare lungsjukdomar, som astma och KOL. Därför kan det dröja innan patienten får rätt diagnos och behandling.
Den som kommer till läkare och får sjukdomen konstaterad tidigt har dock möjlighet att få behandling innan lungans blodkärl blir alltför stela och trånga.